# Ogier (szczyt)
Ogier (niem. Altes Pferd, 646 m n.p.m.) – szczyt w Południowym Grzbiecie Gór Kaczawskich, położony między Grapą i Maślakiem. Zbudowany jest ze skał metamorficznych - łupków serycytowo-kwarcowych należących do metamorfiku kaczawskiego. Północne zbocza porośnięte lasem świerkowym, miejscami bukowym. Przechodzi przez niego szlak turystyczny z przełęczy Widok na Skopiec i dalej na Przełęcz Radomierską.